# Svenska Stövarklubben
Svenska Stövarklubben är en svensk ideell förening, som utgör en specialklubb för stövare.

## Historia

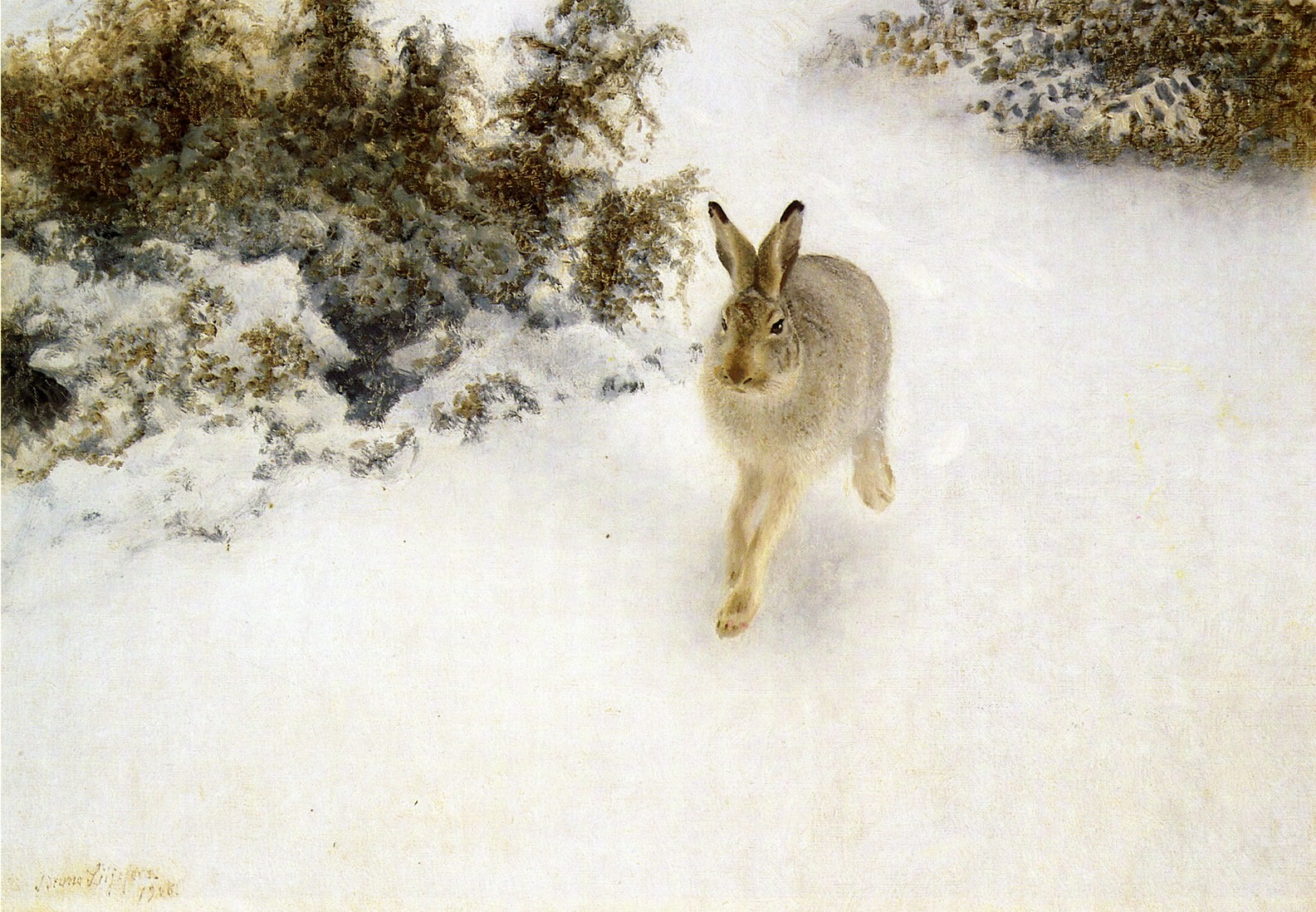
Bruno Liljefors, Vinterhare, 1908, olja på duk.

Svenska stövarklubben bildades 1912. Bruno Liljefors var hedersledamot av Svenska stövarklubben. Hans teckning "Karo med Räven" från 1914 kom att bli Svenska stövarklubbens logotyp.

## Verksamhet
Svenska Stövarklubben ingår som specialklubb i Svenska Kennelklubben. Svenska Stövarklubbens verksamhet omfattar de hundraser för vilka man har erhållit delegering från Svenska Kennelklubbens centralstyrelse erhållit rasansvar för.

## Organisation
På nationell nivå ingår Svenska Stövarklubben som specialklubb i Svenska kennelklubben. Eftersom stövare nästan uteslutande används som jakthundar, så samverkar man i betydande utsträckning med Svenska Jägareförbundet respektive Jägarnas riksförbund.
Svenska Stövarklubben består dels av lokalklubbar, som är verksamma i ett visst geografiskt område, dels av rasklubbar, som arbetar med frågor som rör en speciell ras. Således kan man se Svenska stövarklubben som ett exempel på en matrisorganisation.

### Lokalklubbar
Svenska stövarklubben utgörs av ett flertal olika lokalklubbar, och dessa utgörs av följande föreningar: Norrbottens läns stövarklubb, Västerbottens läns stövarklubb, Jämtland-Härjedalens Stövarklubb, Stövarklubben Västernorrland, Gävleborgs läns Stövarklubb, Dalarnas stövarklubb, Örebro läns Stövarklubb, Uppland-Västmanlands stövarklubb, Södermanlands Stövarklubb, Östergötlands Stövarklubb, Gotlands Stövarklubb, Västergötlands stövarklubb, Bohuslän-Dals stövarklubb, Västsvenska Stövarklubben, Smålands Stövarklubb, Hallands Stövarklubb, Sydsvenska Stövarklubben, Skåne-Blekinge Stövarklubb och Värmlands Stövarklubb.

### Rasklubbar
Följande rasklubbar bedriver sin verksamhet i samarbete med Svenska Stövarklubben:
- Svenska Hamiltonstövarföreningen
- Gotlandsstövareföreningen
- Svenska Smålandsstövareföreningen
- Svenska Schillerstövarföreningen
- Svenska Finskstövarföreningen
- Svenska Luzernerringen

## Medlemstidning
Svenska stövarklubbens tidskrift har givits ut av Svenska stövarklubben alltsedan dess start. Förutom artiklar har tidskriften publicerat resultat av jaktprov och utställningar av stövare. Därmed utgör Svenska stövarklubbens tidskrift en unik kunskapsbas för aveln av stövare. 
- Meddelande, Svenska stöfvare-klubben, Svenska stövarklubben, Stockholm, 1914-1936
- Svenska stövarklubbens tidskrift, Svenska stövarklubben, Stockholm, 1937-2006, ISSN 0347-0016}
- Stövaren: tidskrift för stövarjägare; medlemsblad för Svenska stövarklubben, Svenska stövarklubben, Kalix, 2007-, ISSN 1654-904X